# Australian Championships 1949
Turniej tenisowy Australian Championships, dziś znany jako wielkoszlemowy Australian Open, rozegrano w 1949 roku w Adelaide w dniach 22 − 31 stycznia.

## Zwycięzcy

### Gra pojedyncza mężczyzn
- Frank Sedgman (AUS) – John Bromwich (AUS) 6:3, 6:2, 6:2

### Gra pojedyncza kobiet
- Doris Hart (USA) – Nancye Wynne Bolton (AUS) 6:3, 6:4

### Gra podwójna mężczyzn
- John Bromwich (AUS)/Adrian Quist (AUS) – Geoff Brown (AUS)/Bill Sidwell (AUS) 6:8, 7:5, 6:2, 6:3

### Gra podwójna kobiet
- Thelma Coyne Long (AUS)/Nancye Wynne Bolton (AUS) – Doris Hart (USA)/Marie Toomey (AUS) 6:0, 6:1

### Gra mieszana
- Doris Hart (USA)/Frank Sedgman (AUS) – Joyce Fitch (AUS)/John Bromwich (AUS) 6:1, 6:8, 12:10